# Pon De Replay
Pon De Replay (ang. Play It Again, pol. Zagraj jeszcze raz) – debiutancki singel barbadoskiej piosenkarki Rihanny wydany 24 maja 2005 jako główny utwór z jej pierwszego albumu Music of the Sun. Piosenka została napisana przez Vada Noblesa, Carla Sturkena, Evana Rogersa i Alishę Brooks, a wyprodukowali go Nobles, Struken i Rogers. Singiel osiągnął sukces w wielu krajach. W liście Billboard Hot 100 doszedł do 2 miejsca podobnie jak w Wielkiej Brytanii, a w Australii i Kanadzie odpowiednio do 6 i 7 pozycji. Rytm z „Pon De Replay” został również użyty w hicie Natasja Saad – „Mon De Reggae”.

## Teledysk
Na początku wideoklipu, reżyserowanego przez Little X, Rihanna i jej przyjaciółki wchodzą do klubu, w którym wszyscy są znudzeni i nie tańczą, ponieważ muzyka jest zbyt wolna. Wokalistka wchodzi na scenę, zaczyna śpiewać; prosi aby DJ podkręcił muzykę – każdy tańczy. Teledysk pokazuje również Rihannę wykonującą taniec brzucha. Klip był bardzo popularny i często emitowany w takich stacjach muzycznych jak MTV czy BET. Zajął drugie miejsce na liście przebojów MTV TRL spędzając aż 37 dni na szczycie zestawienia. Wideoklip jest o wiele bardziej rozpoznawalny od teledysku do drugiego singla – „If It’s Lovin’ That You Want”.

## Sukces piosenki
Piosenka okazała się dużym sukcesem dochodząc do 2 miejsca na amerykańskiej liście singli Billboard Hot 100 i osiągając 1 pozycję na liście Billboard Hot Digital Songs. „Pon De Replay” nieomal doszła na szczyt w USA, ale nie była w stanie pokonać ogromnie popularnego singla Mariah Carey „We Belong Together”. Nawet kiedy cyfrowa sprzedaż „We Belong Together” zaczęła spadać, „Pon De Replay” wciąż nie mogła jej wyprzedzić.
„Pon De Replay” była również dużym tanecznym hitem w USA zajmując 1 miejsce przez dwa tygodnie zarówno na liście Hot Dance Music/Club Play, jak i Hot Dance Airplay. Piosenka przedstawiła się dobrze również na liście Hot R&B/Hip Hop Singles & Tracks dochodząc do 24 miejsca. Większość punktów w amerykańskich notowaniach „Pon De Replay” otrzymała z częstości grania piosenki w radiu oraz z cyfrowej sprzedaży. Piosenka doszła również do 6 miejsca na liście Hot Raps Tracks co było dla niej nieoczekiwanym wsparciem oraz do 1 na nie podlegającej Billboardowi liście ARC Top 40. Girlsband Girl Authority nagrał cover piosenki na swój debiutancki album w 2006 roku.

## Formaty i listy utworów singla
| Lp.                       | Tytuł                                          | Czas |
| ------------------------- | ---------------------------------------------- | ---- |
| Europejski CD Singel      |                                                |      |
| 1.                        | "Pon De Replay" (Radio Edit)                   | 3:34 |
| 2.                        | "Pon De Replay" (Remix featuring Elephant Man) | 3:37 |
| Europejski CD Maxi-Singel |                                                |      |
| 1.                        | "Pon De Replay" (Album Version)                | 3:36 |
| 2.                        | "Pon De Replay" (Cotto’s Replay Dub)           | 6:48 |
| 3.                        | "Pon De Replay" (Instrumental)                 | 4:05 |
| X.                        | "Pon De Replay" (Video)                        | 3:37 |

## Notowania

### Cotygodniowe
| Listy (2005)                                  | Najwyższa pozycja |
| --------------------------------------------- | ----------------- |
| Australia (ARIA)                              | 6                 |
| Austria (Ö3 Austria Top 40)                   | 5                 |
| Belgia (Ultratop Flandria)                    | 5                 |
| Dania (Tracklisten)                           | 4                 |
| European Hot 100 Singles                      | 2                 |
| Finlandia (Suomen virallinen lista)           | 8                 |
| Francja (SNEP)                                | 18                |
| Hiszpania (PROMUSICAE)                        | 18                |
| Holandia (Dutch Top 40)                       | 15                |
| Irlandia (IRMA)                               | 2                 |
| Japonia (Japan Hot 100)                       | 1                 |
| Kanada (Canadian Hot 100)                     | 3                 |
| Meksyk (México Top 100 Singles Chart)         | 79                |
| Niemcy (Media Control Charts)                 | 6                 |
| Norwegia (VG-lista)                           | 3                 |
| Nowa Zelandia (RIANZ)                         | 1                 |
| Rosja (Russian Singles Chart)                 | 3                 |
| Stany Zjednoczone (Billboard Hot 100)         | 2                 |
| Stany Zjednoczone (Pop 100)                   | 2                 |
| Stany Zjednoczone (Hot Digital Songs)         | 1                 |
| Stany Zjednoczone (Hot Ringtones)             | 7                 |
| Stany Zjednoczone (Hot Dance Club Songs)      | 1                 |
| Stany Zjednoczone (Hot R&B/Hip-Hop Songs)     | 24                |
| Stany Zjednoczone (Pop Songs)                 | 2                 |
| Stany Zjednoczone (Hot Rap Songs)             | 7                 |
| Świat (MuchMusic Top 30)                      | 4                 |
| Szwecja (Sverigetopplistan)                   | 5                 |
| Szwajcaria (Media Control AG)                 | 3                 |
| Węgry (Rádiós Top 40)                         | 7                 |
| Węgry (Single Top 10)                         | 5                 |
| Węgry (Dance Top 40)                          | 1                 |
| Wielka Brytania (The Official Charts Company) | 2                 |
| Włochy (FIMI)                                 | 6                 |

### Końcowo roczne i statusy
| Listy (2005)                      | Pozycja | Status  |
| --------------------------------- | ------- | ------- |
| Australia (ARIA)                  | 39      | Platyna |
| Stany Zjednoczone (Hot Rap Songs) | 18      | Platyna |
| Nowa Zelandia (RIANZ)             | –       | Złoto   |